# Samgyeopsal
Samgyeopsal (kor. 삼겹살) ist eine beliebte koreanische Speise. Samgyeopsal ist in dünne Scheiben geschnittenes Schweinebauchfleisch und wird meist mit Knoblauch angebraten.

## Namensherkunft
Das Wort Samgyeopsal besteht aus den drei Silben sam (삼) („Drei“ in der sinokoreanischen Zählweise), gyeop (겹) („Lagen“) und sal (살) („Fleisch“). Der Begriff geht darauf zurück, dass sich in den Schweinebauchscheiben Fleisch- und Fettschichten abwechseln. Dabei ist es im Grunde unerheblich, ob es nun genau drei oder mehr Schichten sind.
Eine Variation ist das Ogyeopsal (오겹살). Die Silbe o (오) bedeutet „fünf“ in der sinokoreanischen Zählweise. Damit wird Schweinebauch bezeichnet, bei dem die Schweinehaut noch nicht entfernt wurde, sondern mitgegrillt wird. Die genaue Bezeichnung hierfür ist Ggeobdaegi Ogyeopsal (껍대기 오겹살). Das Wort ggeobdaegi (껍대기) bedeutet Haut, Kruste oder Schale.

## Zubereitung
Samgyeopsal wird meistens als Abendessen verzehrt. Mehr oder weniger dünne lange Schweinebauchstreifen werden in der Mitte des Tisches auf einem Grill gebraten. Das im Fleisch enthaltene Fett verschwindet dabei in den Abflussrinnen des Grills. Übrig bleibt das gebratene Fleisch. Je nach persönlichem Geschmack wird es schwach bis stark knusprig gebraten.
Zusammen mit dem Fleisch werden häufig noch Zwiebeln, Knoblauch, Pilze und andere Zutaten auf den Grill gelegt, um dem Gericht eine besondere Geschmacksrichtung zu geben.

## Verzehr
Vor dem Verzehr wird das Fleisch mit einer Schere in mundgerechte Stücke zerschnitten. Die zerschnittenen Stücke werden üblicherweise an den Rand des Grills geschoben, um gleich Platz für die nächste „Ladung“ zu schaffen.
Mit Essstäbchen werden die Fleischstückchen vom Grill genommen und je nach persönlichem Geschmack in eine Sauce getunkt. Als Saucen werden meistens Ssamjang (쌈장), koreanische Chilisauce Gochujang (고추장), fermentierte Sojabohnenpaste Doenjang (된장) oder Gireumjang (기름장, ein Gemisch aus Salz und Sesamöl) verwendet. Anschließend kann man das Fleischstückchen zusammen mit weiteren Beilagen auf ein Salat- oder Sesamblatt legen, einrollen und als Ganzes in den Mund schieben. Typische Beilagen sind zahlreiche Gemüsesorten, Kimchi, Knoblauchzehen, Pilze oder gegrillte Zwiebeln.
Insgesamt lässt sich Samgyeopsal auf sehr viele verschiedene Arten genießen, was wiederum zu der großen Popularität führt.

## Samgyeopsal-Tag
Der 3. März ist in Südkorea zum Samgyeopsal-Tag ernannt worden. Hintergrund ist das doppelte Vorkommen der Zahl 3 in diesem Datum und die Verbindung zur Silbe sam (삼). Lebensmitteldiscounter nehmen diesen Tag zum Anlass, um mit zahlreichen Sonderangeboten die Kunden zum Fleischkauf zu animieren.